# Ibadana
Ibadana cuspidata es una especie de araña araneomorfa de la familia Linyphiidae. Es el único miembro del género monotípico Ibadana.

## Distribución
Es un endemismo de Nigeria y Camerún.